# Kim Dae-eun (Turner)
Kim Dae-eun (* 17. September 1984 in Südkorea) ist ein südkoreanischer Turner.
Kim besuchte die Korea National Sport University. Sein größter Erfolg war der Gewinn der Silbermedaille im Wettkampf am Barren bei den Olympischen Spielen 2004 in Athen. Bei den Asienspielen 2006 in Doha gewann er am Barren Gold und mit der Mannschaft Bronze. Bei den Turn-Weltmeisterschaften 2007 in Stuttgart konnte er am Barren die Goldmedaille gewinnen.